# Canihuel
Canihuel település Franciaországban, Côtes-d’Armor megyében. Lakosainak száma 348 fő (2022. január 1.). Canihuel Corlay, Le Haut-Corlay, Kerpert, Plussulien, Saint-Gilles-Pligeaux, Saint-Nicolas-du-Pélem, Saint-Igeaux és Le Vieux-Bourg községekkel határos.

## Népesség
A település népességének változása:
| Lakosok száma | 653  | 459  | 422  | 380  | 370  | 366  | 355  | 348  | 345  | 348  |
|               | 1968 | 1982 | 1990 | 2006 | 2013 | 2015 | 2017 | 2019 | 2020 | 2022 |